# Mary Caroline Gomez
Mary Caroline Gomez ist eine gambische Schriftstellerin.

## Leben
Gomez absolvierte an der Gambia College School of Nursing and Midwifery eine Ausbildung als Krankenschwester.
Ab 2011 veröffentlichte sie mehrere Gedichtsammlungen. Drei ihrer Bücher wurden vom gambischen Ministerium für den primären und sekundären Bildungsbereich für den Schulunterricht zugelassen.
Die Writers’ Association of The Gambia zählte sie 2020 zu den 100 einflussreichsten gambischen Schriftstellerinnen und Schriftstellern.

## Werke
- Ariala. Gambia 2011[3]
- Expression. Lagos 2011.[4]
- Trapped. Banjul 2011.[5]
- The Little Foxes.[1]
- The Mirror.[1]
- Don't waste your youth. Gambia 2014.[1]
- The Helpers. Gambia 2019.[6]